# NGC 5530
NGC 5530 ist eine Spiralgalaxie vom Hubble-Typ Sc im Sternbild Wolf am Südsternhimmel. Sie ist schätzungsweise 47 Millionen Lichtjahre von der Milchstraße entfernt und hat einen Durchmesser von etwa 65.000 Lichtjahren.
Im selben Himmelsareal befinden sich u. a. die Galaxien IC 4385, IC 4386, IC 4390, IC 4387.
Das Objekt wurde am 7. April 1837 von John Herschel entdeckt.